# ۱۴۸۳ (میلادی)

## رویدادها
- با به قدرت رسیدن مسیحیان در اسپانیا دستور اخراج یهودیان صادر شد.

## زادروزها
- ۶ آوریل - رافائل نقاش و معمار دوران رنسانس در ایتالیا.
- ۱۰ نوامبر - مارتین لوتر، کشیش مجدِد و مترجم انجیل به‌ زبان آلمانی.
- بابر بنیادگذار و امپراتور گورکانی هند.
- محمد فضولی - شاعر و ادیب آذربایجانی.

- ۱۴ فوریه – بابر، شاعر هندی (د. ۱۵۳۰)

## مرگ‌ها
- ۹ آوریل - ادوارد چهارم، پادشاه انگلستان و فرمانروای ایرلند

- ۳۰ اوت – لویی یازدهم، کشیش فرانسوی (ز. ۱۴۲۳)